# Nomia angustitibialis
Nomia angustitibialis là một loài Hymenoptera trong họ Halictidae. Loài này được Ribble mô tả khoa học năm 1965.